# Division III du Championnat du monde junior de hockey sur glace 2017
Le tournoi de la Division III du Championnat du monde junior de hockey sur glace 2017 a lieu à Dunedin en Nouvelle-Zélande du 16 au 22 janvier 2017.

## Format de la compétition
Le Championnat du monde junior de hockey sur glace est un ensemble de plusieurs tournois regroupant les nations en fonction de leur niveau. Les meilleures équipes disputent le titre dans la Division Élite.
Les 10 équipes de la Division Élite sont scindées en deux poules de 5 où elles disputent un tour préliminaire. Les 4 meilleures sont qualifiées pour les quarts de finale. Les derniers de chaque poule s'affrontent dans un tour de relégation, au meilleur des 3 matches. Le perdant est relégué en Division I A.
Pour les autres divisions qui comptent 6 équipes (sauf la Division III qui en compte 8), les équipes s’affrontent entre elles et, à l'issue de cette compétition, le premier est promu dans la division supérieure et le dernier est relégué dans la division inférieure.
Lors des phases de poule, les points sont attribués ainsi :
- victoire : 3 points ;
- victoire en prolongation ou aux tirs de fusillade : 2 points ;
- défaite en prolongation ou aux tirs de fusillade : 1 point ;
- défaite : 0 point.

## Tour préliminaire
Le tour préliminaire est joué sous la forme de deux poules de quatre équipes où chacune joue 3 matches. À l'issue, les 2 premiers de chaque poule sont qualifiés pour les demi-finales et les deux derniers prennent part à des matches de classement.

### Groupe A
| 16 janvier 2017 | Chine | 9-3 (5-2, 3-0, 1-1) | Taïwan | Dunedin Ice Stadium |

| Feuille de match | Feuille de match | Feuille de match | Feuille de match | Feuille de match              |
| ---------------- | ---------------- | ---------------- | ---------------- | ----------------------------- |
|                  |                  |                  |                  | Arbitrage : Juges de lignes : |
|                  |                  |                  |                  |                               |
|                  |                  |                  |                  |                               |
|                  |                  |                  |                  |                               |

| 16 janvier 2017 | Israël | 0-3 (0-1, 0-2, 0-0) | Islande | Dunedin Ice Stadium |

| Feuille de match | Feuille de match | Feuille de match | Feuille de match | Feuille de match              |
| ---------------- | ---------------- | ---------------- | ---------------- | ----------------------------- |
|                  |                  |                  |                  | Arbitrage : Juges de lignes : |
|                  |                  |                  |                  |                               |
|                  |                  |                  |                  |                               |
|                  |                  |                  |                  |                               |

| 17 janvier 2017 | Israël | 3-0 (0-0, 2-0, 1-0) | Taïwan | Dunedin Ice Stadium |

| Feuille de match | Feuille de match | Feuille de match | Feuille de match | Feuille de match              |
| ---------------- | ---------------- | ---------------- | ---------------- | ----------------------------- |
|                  |                  |                  |                  | Arbitrage : Juges de lignes : |
|                  |                  |                  |                  |                               |
|                  |                  |                  |                  |                               |
|                  |                  |                  |                  |                               |

| 17 janvier 2017 | Islande | 1-4 (1-1, 0-0, 0-3) | Chine | Dunedin Ice Stadium |

| Feuille de match | Feuille de match | Feuille de match | Feuille de match | Feuille de match              |
| ---------------- | ---------------- | ---------------- | ---------------- | ----------------------------- |
|                  |                  |                  |                  | Arbitrage : Juges de lignes : |
|                  |                  |                  |                  |                               |
|                  |                  |                  |                  |                               |
|                  |                  |                  |                  |                               |

| 19 janvier 2017 | Taïwan | 2-7 (0-2, 1-5, 1-0) | Islande | Dunedin Ice Stadium |

| Feuille de match | Feuille de match | Feuille de match | Feuille de match | Feuille de match              |
| ---------------- | ---------------- | ---------------- | ---------------- | ----------------------------- |
|                  |                  |                  |                  | Arbitrage : Juges de lignes : |
|                  |                  |                  |                  |                               |
|                  |                  |                  |                  |                               |
|                  |                  |                  |                  |                               |

| 19 janvier 2017 | Chine | 6-4 (3-1, 1-1, 2-2) | Israël | Dunedin Ice Stadium |

| Feuille de match | Feuille de match | Feuille de match | Feuille de match | Feuille de match              |
| ---------------- | ---------------- | ---------------- | ---------------- | ----------------------------- |
|                  |                  |                  |                  | Arbitrage : Juges de lignes : |
|                  |                  |                  |                  |                               |
|                  |                  |                  |                  |                               |
|                  |                  |                  |                  |                               |

| Clt   | Équipe         | PJ | V | VP | D | DP | BP | BC | Diff | Pts |
| ----- | -------------- | -- | - | -- | - | -- | -- | -- | ---- | --- |
| +001, | Chine          | 3  | 3 | 0  | 0 | 0  | 19 | 8  | +11  | 9   |
| +002, | Islande        | 3  | 2 | 0  | 1 | 0  | 11 | 6  | +5   | 6   |
| +003, | Israël         | 3  | 1 | 0  | 2 | 0  | 7  | 9  | -2   | 3   |
| +004, | Taipei chinois | 3  | 0 | 0  | 3 | 0  | 5  | 19 | -14  | 0   |

- Qualifié pour les demi-finales

Pour les significations des abréviations, voir statistiques du hockey sur glace.

### Groupe B
| 16 janvier 2017 | Bulgarie | 5-2 (2-1, 1-1, 2-0) | Afrique du Sud | Dunedin Ice Stadium |

| Feuille de match | Feuille de match | Feuille de match | Feuille de match | Feuille de match              |
| ---------------- | ---------------- | ---------------- | ---------------- | ----------------------------- |
|                  |                  |                  |                  | Arbitrage : Juges de lignes : |
|                  |                  |                  |                  |                               |
|                  |                  |                  |                  |                               |
|                  |                  |                  |                  |                               |

| 16 janvier 2017 | Nouvelle-Zélande | 4-6 (1-3, 1-2, 2-1) | Turquie | Dunedin Ice Stadium |

| Feuille de match | Feuille de match | Feuille de match | Feuille de match | Feuille de match              |
| ---------------- | ---------------- | ---------------- | ---------------- | ----------------------------- |
|                  |                  |                  |                  | Arbitrage : Juges de lignes : |
|                  |                  |                  |                  |                               |
|                  |                  |                  |                  |                               |
|                  |                  |                  |                  |                               |

| 17 janvier 2017 | Turquie | 8-1 (2-0, 2-0, 4-1) | Bulgarie | Dunedin Ice Stadium |

| Feuille de match | Feuille de match | Feuille de match | Feuille de match | Feuille de match              |
| ---------------- | ---------------- | ---------------- | ---------------- | ----------------------------- |
|                  |                  |                  |                  | Arbitrage : Juges de lignes : |
|                  |                  |                  |                  |                               |
|                  |                  |                  |                  |                               |
|                  |                  |                  |                  |                               |

| 17 janvier 2017 | Nouvelle-Zélande | 3-2 (2-2, 0-0, 1-0) | Afrique du Sud | Dunedin Ice Stadium |

| Feuille de match | Feuille de match | Feuille de match | Feuille de match | Feuille de match              |
| ---------------- | ---------------- | ---------------- | ---------------- | ----------------------------- |
|                  |                  |                  |                  | Arbitrage : Juges de lignes : |
|                  |                  |                  |                  |                               |
|                  |                  |                  |                  |                               |
|                  |                  |                  |                  |                               |

| 19 janvier 2017 | Afrique du Sud | 0-6 (0-1, 0-2, 0-3) | Turquie | Dunedin Ice Stadium |

| Feuille de match | Feuille de match | Feuille de match | Feuille de match | Feuille de match              |
| ---------------- | ---------------- | ---------------- | ---------------- | ----------------------------- |
|                  |                  |                  |                  | Arbitrage : Juges de lignes : |
|                  |                  |                  |                  |                               |
|                  |                  |                  |                  |                               |
|                  |                  |                  |                  |                               |

| 19 janvier 2017 | Bulgarie | 4-5 (0-3, 3-0, 1-2) | Nouvelle-Zélande | Dunedin Ice Stadium |

| Feuille de match | Feuille de match | Feuille de match | Feuille de match | Feuille de match              |
| ---------------- | ---------------- | ---------------- | ---------------- | ----------------------------- |
|                  |                  |                  |                  | Arbitrage : Juges de lignes : |
|                  |                  |                  |                  |                               |
|                  |                  |                  |                  |                               |
|                  |                  |                  |                  |                               |

| Clt   | Équipe           | PJ | V | VP | D | DP | BP | BC | Diff | Pts |
| ----- | ---------------- | -- | - | -- | - | -- | -- | -- | ---- | --- |
| +001, | Turquie          | 3  | 3 | 0  | 0 | 0  | 20 | 5  | +15  | 9   |
| +002, | Nouvelle-Zélande | 3  | 2 | 0  | 1 | 0  | 12 | 12 | 0    | 6   |
| +003, | Bulgarie         | 3  | 1 | 0  | 2 | 0  | 10 | 15 | -5   | 3   |
| +004, | Afrique du Sud   | 3  | 0 | 0  | 3 | 0  | 4  | 14 | -10  | 0   |

- Qualifié pour les demi-finales

Pour les significations des abréviations, voir statistiques du hockey sur glace.

## Tour final

### Tableaux
|  | Matches de classement | Matches de classement |                |   | Cinquième place | Cinquième place |
|  | Matches de classement | Matches de classement |                |   | Cinquième place | Cinquième place |
|  |                       |                       |                |   |                 |                 |
|  | 21 janvier 2017       | 21 janvier 2017       |                |   | 22 janvier 2017 | 22 janvier 2017 |
|  | 21 janvier 2017       | 21 janvier 2017       |                |   | 22 janvier 2017 | 22 janvier 2017 |
|  | Israël                | 9                     |                |   | 22 janvier 2017 | 22 janvier 2017 |
|  | Israël                | 9                     |                |   | 22 janvier 2017 | 22 janvier 2017 |
|  | Afrique du Sud        | 0                     |                |   | 22 janvier 2017 | 22 janvier 2017 |
|  | Afrique du Sud        | 0                     | Israël         | 3 |                 |                 |
|  | 21 janvier 2017       |                       | Israël         | 3 |                 |                 |
|  |                       | Bulgarie              | 2              |   |                 |                 |
|  | Bulgarie              | Bulgarie              | 2              | 6 |                 |                 |
|  | Bulgarie              |                       |                | 6 |                 |                 |
|  | Taipei chinois        | 1                     |                |   |                 |                 |
|  | Taipei chinois        | 1                     | Septième place |   |                 |                 |
|  |                       |                       |                |   |                 |                 |
|  | 22 janvier 2017       |                       |                |   |                 |                 |
|  |                       |                       |                |   |                 |                 |
|  | Afrique du Sud        | 1                     |                |   |                 |                 |
|  | Afrique du Sud        | 1                     |                |   |                 |                 |
|  | Taipei chinois        | 7                     |                |   |                 |                 |
|  | Taipei chinois        | 7                     |                |   |                 |                 |

|  | Demi-finales     | Demi-finales    |                        |   | Finale          | Finale          |
|  | Demi-finales     | Demi-finales    |                        |   | Finale          | Finale          |
|  |                  |                 |                        |   |                 |                 |
|  | 21 janvier 2017  | 21 janvier 2017 |                        |   | 22 janvier 2017 | 22 janvier 2017 |
|  | 21 janvier 2017  | 21 janvier 2017 |                        |   | 22 janvier 2017 | 22 janvier 2017 |
|  | Chine            | 11              |                        |   | 22 janvier 2017 | 22 janvier 2017 |
|  | Chine            | 11              |                        |   | 22 janvier 2017 | 22 janvier 2017 |
|  | Nouvelle-Zélande | 2               |                        |   | 22 janvier 2017 | 22 janvier 2017 |
|  | Nouvelle-Zélande | 2               | Chine                  | 1 |                 |                 |
|  | 21 janvier 2017  |                 | Chine                  | 1 |                 |                 |
|  |                  | Turquie         | 2                      |   |                 |                 |
|  | Turquie          | Turquie         | 2                      | 3 |                 |                 |
|  | Turquie          |                 |                        | 3 |                 |                 |
|  | Islande          | 2               |                        |   |                 |                 |
|  | Islande          | 2               | Match pour la 3e place |   |                 |                 |
|  |                  |                 |                        |   |                 |                 |
|  | 22 janvier 2017  |                 |                        |   |                 |                 |
|  |                  |                 |                        |   |                 |                 |
|  | Nouvelle-Zélande | 0               |                        |   |                 |                 |
|  | Nouvelle-Zélande | 0               |                        |   |                 |                 |
|  | Islande          | 10              |                        |   |                 |                 |
|  | Islande          | 10              |                        |   |                 |                 |

### Matches de classement
| 21 janvier 2017 | Israël | 9-0 (0-0, 5-0, 4-0) | Afrique du Sud | Dunedin Ice Stadium |

| Feuille de match | Feuille de match | Feuille de match | Feuille de match | Feuille de match              |
| ---------------- | ---------------- | ---------------- | ---------------- | ----------------------------- |
|                  |                  |                  |                  | Arbitrage : Juges de lignes : |
|                  |                  |                  |                  |                               |
|                  |                  |                  |                  |                               |
|                  |                  |                  |                  |                               |

| 21 janvier 2017 | Bulgarie | 6-1 (3-0, 2-0, 1-1) | Taïwan | Dunedin Ice Stadium |

| Feuille de match | Feuille de match | Feuille de match | Feuille de match | Feuille de match              |
| ---------------- | ---------------- | ---------------- | ---------------- | ----------------------------- |
|                  |                  |                  |                  | Arbitrage : Juges de lignes : |
|                  |                  |                  |                  |                               |
|                  |                  |                  |                  |                               |
|                  |                  |                  |                  |                               |

### Match pour la septième place
| 22 janvier 2017 | Afrique du Sud | 1-7 (0-2, 1-2, 0-3) | Taïwan | Dunedin Ice Stadium |

| Feuille de match | Feuille de match | Feuille de match | Feuille de match | Feuille de match              |
| ---------------- | ---------------- | ---------------- | ---------------- | ----------------------------- |
|                  |                  |                  |                  | Arbitrage : Juges de lignes : |
|                  |                  |                  |                  |                               |
|                  |                  |                  |                  |                               |
|                  |                  |                  |                  |                               |

### Match pour la cinquième place
| 22 janvier 2017 | Israël | 3-2 (2-0, 0-0, 1-2) | Bulgarie | Dunedin Ice Stadium |

| Feuille de match | Feuille de match | Feuille de match | Feuille de match | Feuille de match              |
| ---------------- | ---------------- | ---------------- | ---------------- | ----------------------------- |
|                  |                  |                  |                  | Arbitrage : Juges de lignes : |
|                  |                  |                  |                  |                               |
|                  |                  |                  |                  |                               |
|                  |                  |                  |                  |                               |

### Demi-finales
| 21 janvier 2017 | Turquie | 3-2 (0-1, 0-1, 3-0) | Islande | Dunedin Ice Stadium |

| Feuille de match | Feuille de match | Feuille de match | Feuille de match | Feuille de match              |
| ---------------- | ---------------- | ---------------- | ---------------- | ----------------------------- |
|                  |                  |                  |                  | Arbitrage : Juges de lignes : |
|                  |                  |                  |                  |                               |
|                  |                  |                  |                  |                               |
|                  |                  |                  |                  |                               |

| 21 janvier 2017 | Chine | 11-2 (4-0, 1-2, 6-0) | Nouvelle-Zélande | Dunedin Ice Stadium |

| Feuille de match | Feuille de match | Feuille de match | Feuille de match | Feuille de match              |
| ---------------- | ---------------- | ---------------- | ---------------- | ----------------------------- |
|                  |                  |                  |                  | Arbitrage : Juges de lignes : |
|                  |                  |                  |                  |                               |
|                  |                  |                  |                  |                               |
|                  |                  |                  |                  |                               |

### Match pour la troisième place
| 22 janvier 2017 | Islande | 10-0 (0-0, 5-0, 5-0) | Nouvelle-Zélande | Dunedin Ice Stadium |

| Feuille de match | Feuille de match | Feuille de match | Feuille de match | Feuille de match              |
| ---------------- | ---------------- | ---------------- | ---------------- | ----------------------------- |
|                  |                  |                  |                  | Arbitrage : Juges de lignes : |
|                  |                  |                  |                  |                               |
|                  |                  |                  |                  |                               |
|                  |                  |                  |                  |                               |

### Finale
| 22 janvier 2017 | Turquie | 2-1 (1-0, 1-1, 0-0) | Chine | Dunedin Ice Stadium |

| Feuille de match | Feuille de match | Feuille de match | Feuille de match | Feuille de match              |
| ---------------- | ---------------- | ---------------- | ---------------- | ----------------------------- |
|                  |                  |                  |                  | Arbitrage : Juges de lignes : |
|                  |                  |                  |                  |                               |
|                  |                  |                  |                  |                               |
|                  |                  |                  |                  |                               |

## Classement final
| Place | Équipe           | Résultat final        |
| ----- | ---------------- | --------------------- |
| 1     | Turquie          | Promu en Division IIB |
| 2     | Chine            |                       |
| 3     | Islande          |                       |
| 4     | Nouvelle-Zélande |                       |
| 5     | Israël           |                       |
| 6     | Bulgarie         |                       |
| 7     | Taipei chinois   |                       |
| 8     | Afrique du Sud   |                       |

## Récompenses individuelles
| Rang | Joueur              | Pays             | PJ | B | A  | Pts | +/− | Pun |
| ---- | ------------------- | ---------------- | -- | - | -- | --- | --- | --- |
| 1    | Rudi Ying           | Chine            | 5  | 9 | 10 | 19  | +14 | 0   |
| 2    | Li Ou               | Chine            | 5  | 6 | 4  | 10  | +10 | 2   |
| 3    | Hakan Salt          | Turquie          | 5  | 7 | 2  | 9   | +9  | 0   |
| 4    | Deng Zemin          | Chine            | 5  | 4 | 5  | 9   | +12 | 4   |
| 4    | Ariel Kapulkin      | Israël           | 5  | 4 | 5  | 9   | 8+  | 4   |
| 6    | Taylor Rooney       | Nouvelle-Zélande | 5  | 5 | 2  | 7   | -1  | 2   |
| 7    | Huang Qianyi        | Chine            | 5  | 4 | 3  | 7   | +2  | 8   |
| 7    | Tom Ignatovich      | Israël           | 5  | 4 | 3  | 7   | +8  | 4   |
| 7    | Miroslav Vasilev    | Bulgarie         | 5  | 4 | 3  | 7   | 0   | 14  |
| 10   | Hafthor Sigrunarson | Islande          | 5  | 3 | 4  | 7   | +6  | 20  |

| Rang | Joueur                 | Pays           | Min          | BC | Moy  | %Arr  | Bl |
| ---- | ---------------------- | -------------- | ------------ | -- | ---- | ----- | -- |
| 1    | Arnar Hjaltested       | Islande        | 120 min 0 s  | 2  | 1,00 | 94,74 | 1  |
| 2    | Raz Werner             | Israël         | 279 min 51 s | 11 | 2,36 | 92,76 | 1  |
| 3    | Tolga Bozaci           | Turquie        | 240 min 0 s  | 8  | 2,00 | 91,75 | 0  |
| 4    | Maksymillian Mojzyszek | Islande        | 179 min 0 s  | 7  | 2,35 | 91,25 | 1  |
| 5    | Huang Sheng-chun       | Taipei chinois | 206 min 14 s | 13 | 3,78 | 90,08 | 0  |

Pour les significations des abréviations, voir statistiques du hockey sur glace.
Nota : seuls sont classés les gardiens ayant joué au minimum 40 % du temps de jeu de leur équipe.